# Leo Kronenbitter
Leo Kronenbitter (* 8. März 1921; † 25. September 2006) war ein deutscher Fußballspieler.

## Laufbahn

### Jugend und Gauliga, bis 1945
Leo Kronenbitter wuchs fußballerisch wie seine vier Brüder Franz (* 1913), Heinrich (* 1916), Kurt (* 1919) und Siegfried (1923–1997) in der Jugendabteilung der Sportfreunde Stuttgart auf. Mit den Sportfreunden belegte er in den Runden 1940/41 und 1941/42 in der Gauliga Württemberg hinter Kickers und dem VfB Stuttgart jeweils den dritten Platz. Sein Talent führte ihn bereits am 6. Oktober 1940 in die Gauauswahl von Württemberg, die im Reichsbundpokal 1940/41 den Niederrhein mit 4:3 Toren in Stuttgart schlagen konnte. Er kurbelte das Spiel an der Seite von Kickers-Spieler Albert Sing an. Auch im Wettbewerb 1941/42, jetzt spielte Bruder Kurt rechter Läufer, war er im Oktober und November 1941 in zwei weiteren Spielen gegen Elsass und Mitteldeutschland für Württemberg aktiv. In beiden Spielen bildete er zusammen mit Edmund Conen und Albert Sing das spielstarke württembergische Innentrio. Unter Lehrgangsleitung von Reichstrainer Sepp Herberger nahm er in dieser Phase auch an einem Sichtungslehrgang für Talente vom 17. bis 21. März 1941 teil. Durch die Zwangsumstände des Krieges verursacht, kam er in der Runde 1942/43, der TSV 1860 München holte sich in der Gauliga Südbayern die Meisterschaft, bei den „Löwen“ in der Endrunde um die deutsche Fußballmeisterschaft 1943 am 2. Mai 1943 beim 3:0-Auswärtserfolg beim VfB Stuttgart als linker Verbinder zum Einsatz. Er erzielte das 2:0 für die Münchner. Nach Ende des Zweiten Weltkrieges kehrte er erst im Sommer 1950 aus sowjetischer Gefangenschaft zurück und schloss sich dem Deutschen Meister VfB Stuttgart an.

### VfB Stuttgart, 1950 bis 1956
Der Spielmacher wurde 1952 mit dem VfB Stuttgart Deutscher Meister und 1953 deutscher Vizemeister, als der VfB im Endspiel trotz Kronenbitters Treffer gegen den 1. FC Kaiserslautern unterlag. 1954 gewann er mit dem VfB den DFB-Pokal, als er im Finale gegen den 1. FC Köln wegen einer Verletzung nicht auflaufen konnte.
Die Nachwirkungen der langjährigen Gefangenschaft verhinderten im Debütjahr 1950/51 mehr als zehn Einsätze für Leo Kronenbitter in der Fußball-Oberliga Süd und die Mannschaft von Trainer Georg Wurzer belegte den vierten Rang. Im zweiten VfB-Jahr, 1951/52, schwang sich der körperlich wieder in den Zustand für den Leistungssport gekommene unermüdliche Ballschlepper zum Spielmacher des VfB auf und feierte die Meisterschaft im Süden. Der 30-Jährige absolvierte 27 Oberligaspiele und bestritt in der Endrunde alle sieben Spiele mit dem VfB, dabei auch das Finale am 22. Juni 1952 in Ludwigshafen gegen den 1. FC Saarbrücken, das mit 3:2 Toren gewonnen wurde. Der VfB-Angriff setzte sich aus Otto Baitinger, Kronenbitter, Roland Wehrle, Peter Krieger und Rolf Blessing zusammen. Im Süden folgte 1953 der zweite Platz und 1954 die erneute Meisterschaft. In beiden Runden hatte der Routinier alle Rundenspiele bestritten und gleichfalls in den Endrunden in allen neun Begegnungen – 1954 fand wegen der Weltmeisterschaft in der Schweiz eine verkürzte Endrunde mit nur zwei Gruppenspielen statt – die Stuttgarter Mannschaft im Mittelfeld angetrieben.
Als sich der VfB Stuttgart in der Saison 1955/56 wiederum die Vizemeisterschaft in der Oberliga Süd erobern konnte, hatte der 34-jährige Mittelfeldtechniker in nur noch vier Einsätzen daran Anteil. Sein letztes Oberligaspiel für den VfB bestritt Leo Kronenbitter am 15. Januar 1956 beim 1:1-Heimremis gegen Viktoria Aschaffenburg, wobei ihm in der 73. Spielminute der Ausgleichstreffer glückte. Er bestritt für Stuttgart von 1950 bis 1956 in der Oberliga Süd 125 Spiele und schoss dabei 14 Tore.

### Ende der Spielerlaufbahn
Den Ausklang der Spielerlaufbahn erlebte Leo Kronenbitter von 1956 bis 1959 bei der TSG Ulm 1846. Die „Spatzen“ traten in der 2. Liga Süd an und belegten in der Runde 1956/57 hinter den zwei Aufsteigern 1860 München und dem SSV Reutlingen den dritten Rang. Als auch der jüngere Bruder Siegfried im zweiten Jahr an der Seite von Leo spielte, gelang Ulm 1957/58 als Vizemeister der Aufstieg in die Oberliga Süd. Am 10. Mai 1959 bestritt der 38-jährige Leo Kronenbitter mit seinem zweiten Rundeneinsatz für Ulm bei der 0:1-Niederlage beim FSV Frankfurt sein letztes Oberligaspiel. Der als Technischer Zeichner bei Bosch in Feuerbach sein Geld verdienende Spieler beendete danach seine Laufbahn.